# ホテルエンパイア
ホテルエンパイア（英称：Hotel Empire）は、かつて神奈川県横浜市戸塚区で日本ドリーム観光が経営した日本のホテル。現在建物は横浜薬科大学の図書館棟として使われている。

## 概要
遊園地の横浜ドリームランドに併設される形で1965年（昭和40年）3月28日に開業し、ちょうど30年後の1995年（平成7年：月日不明）に閉鎖された。
1965年（昭和40年）5月15日に、外貨両替業務の取扱いを開始し、1981年（昭和56年）12月25日に、国際観光ホテルとなった。
開業当初は周辺にホテルが少なかったため、松竹大船撮影所の全盛期に、俳優が本ホテルに泊まり込んだという逸話もある。1968年（昭和43年）当時の宿泊料金は一人あたり4,000円 - 10,000円（ツインルーム）で、隣接するホテルドリームランドが一人あたり700円 - 1,500円（同）だったことから、本ホテルを高く位置づけていたことがわかる。

## 建築物として
当初は「ホテルドリーム」の仮称で計画され、大林組により1964年4月に着工し1965年3月に竣工した。霞が関ビルディングに先駆けて建設省の高層建築物構造審査会の審査に合格した日本初の超高層ビルとして10億450万円の建設費を投じ、完成当時は地下2階地上21階、高さは建物部の軒高が77.7m、尖塔と避雷針を含めて93mであり、工事期間は僅か1年という突貫工事だった。
1階はフロントとバーラウンジ、2階から18階は安土桃山様式と現代様式を組み合わせた和風調の内装を施した客室、上層階は飲食・宴会施設として用いられ19階に宴会場、20階に食堂、最上階の21階は回転レストランとして使用され1周1時間の速度で回転された。21階という階数は「21世紀を象徴したものとしたい」との構想に基づいたもので、内装について“桃山時代の文化の復元”を標榜したのは、「日本にしかない、日本でしかできないホテルを目指すべき」という意図による。
外観は五重塔の優雅なスタイルを模した形状で最上階には飾塔、各階には金色の外壁や朱色の欄干と屋根の軒先の四隅には灯籠を吊り下げた。高台の上に建っており近くに高い建物や大きな山が存在しないことから、多少離れた場所からでも目立つ建造物で、周辺が田畑ばかりだった完成当初は、ひときわ異彩を放つ存在であった。その後開発によって周辺の宅地化が進んでもホテルエンパイアは視界からさえぎられることはなく、横浜ドリームランドの観覧車とともに周辺一帯（戸塚区南西部および藤沢市北部）のランドマークとして長年親しまれた。

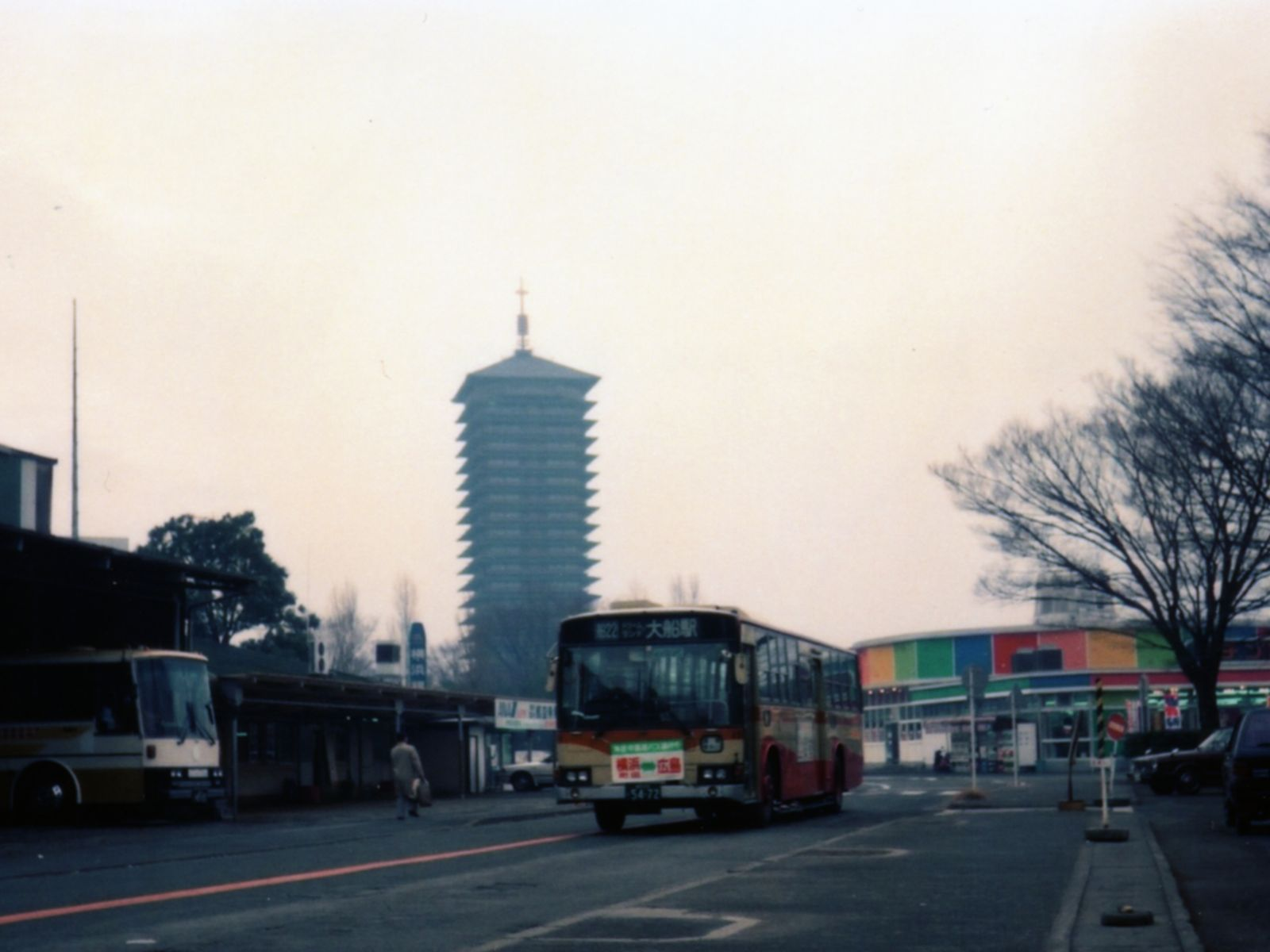
営業していた当時のホテルエンパイア（中央やや左奥）。1990年1月撮影。
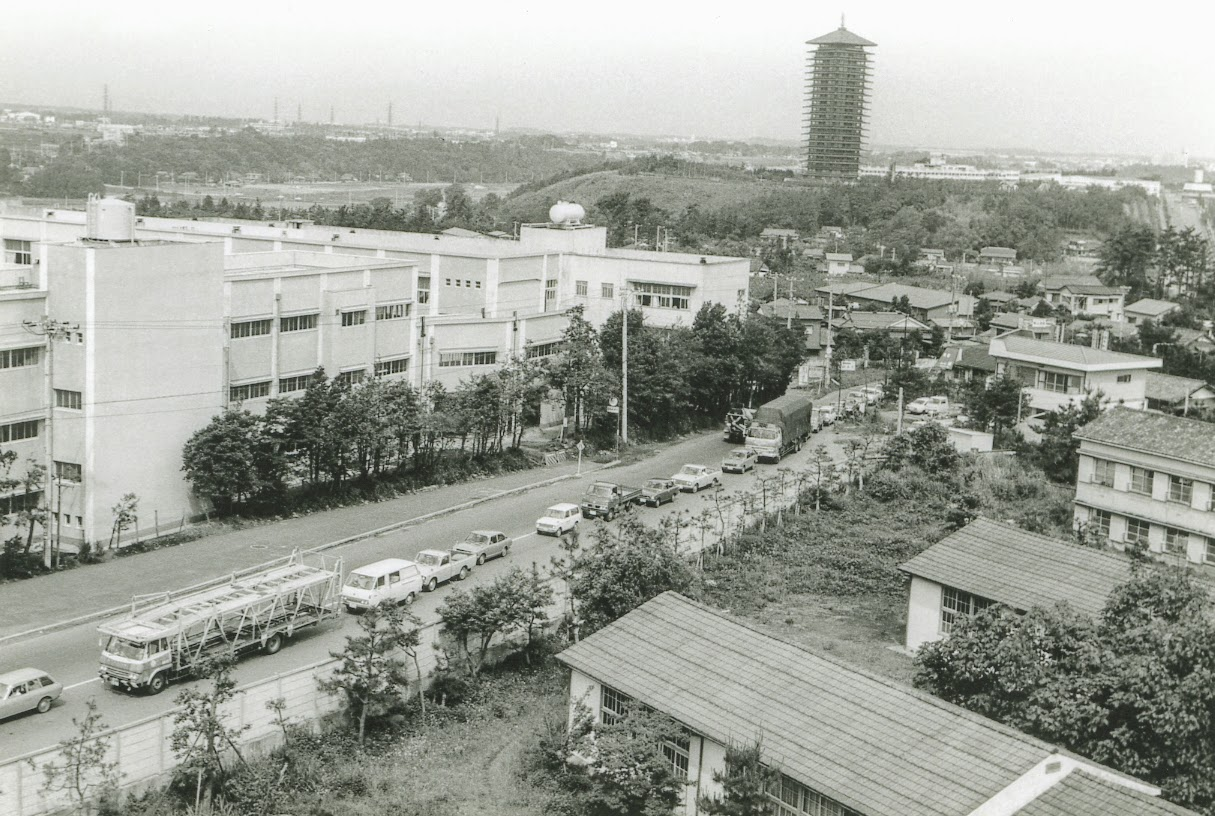
現在国立病院機構横浜医療センターがある場所から見た、当時のホテルエンパイア

## ホテル廃業後
1995年（平成7年）に廃業・閉鎖されてから2005年（平成17年）に至るまでの10年間は、誰も手をつけることなく、廃墟と化していた。
横浜ドリームランドが2002年（平成14年）2月17日に閉園して以降、モノレール（ドリーム開発ドリームランド線）の軌道、観覧車・潜水艦等の遊戯施設など、ドリームランドに関連する多くの施設、建造物が次々に解体撤去される中、往時を偲ぶことのできる数少ない建物の一つとなっていた。
また、閉業当時は撤去する予定であったようだが、一年という短い期間での突貫工事の影響なども有り、アスベストが大量に使用されていたため、撤去費用が膨大なものになるというもので結局解体は行われず現在に至る。

### 現在
その後、紆余曲折を経てドリームランド跡地を買収した都築第一学園が、2005年（平成17年）に改装工事に着手し、同学園が2006年（平成18年）に開校した横浜薬科大学の図書館棟になった（1〜8階が図書館、9〜20階は学長室・研究室など、21階は展望ラウンジとして使用。この工事により、屋根先端の相輪を模した避雷針や中間階の屋根状の装飾が撤去された。外壁材も明るい色のパネルに交換されたため、五重塔のようだった外観は大きく変貌し、20階・21階の屋根だけがかつての面影を残している。
2019年、台風の影響も加わり施設の老朽化が深刻化。2021年から約1年がかりで改修工事が行われることとなった。学園総長は工事の開始の式典で「図書館棟は区のシンボル的建物」と述べている。